# ماهرا، خیبر پختونخوا
ماهرا (به انگلیسی: Mahra) یک شورای اتحادیه در پاکستان است که در ناحیه دیره اسماعیل خان واقع شده‌است.